# Aitken (superordinateur)
Pour les articles homonymes, voir Aitken.

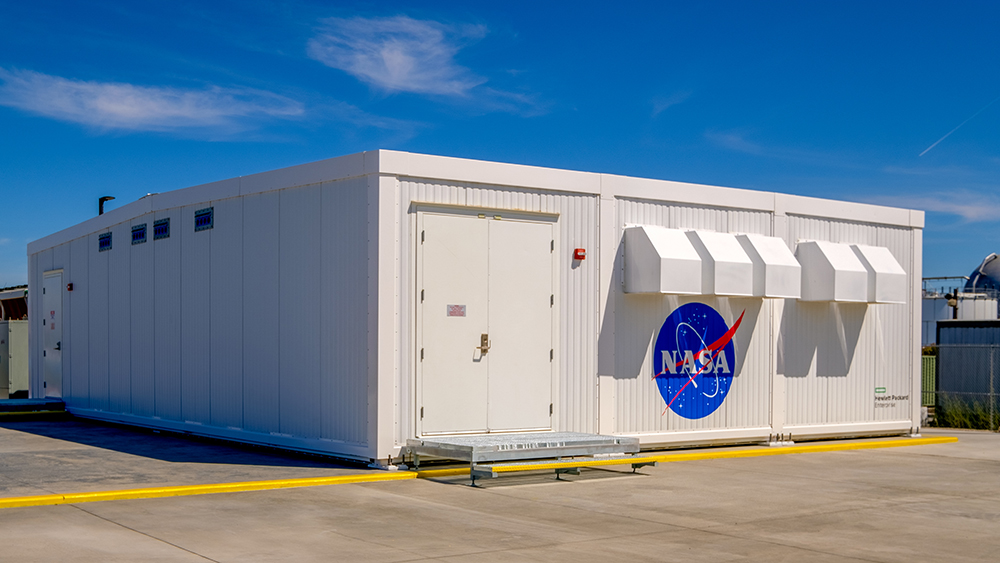
Le super-ordinateur Aitken à l'Ames Research Center.

Aitken est un superordinateur de la NASA installé à l'Ames Research Center.
Il a été conçu et construit par Hewlett Packard Enterprise. Il est constitué de 1 150 nœuds SGI 8600, et a une puissance estimée de 3,69 petaflops. Il est basé sur le prototype Electra (en), avec des améliorations concernant l'efficacité du refroidissement. Il a été conçu dès l'origine avec le souci de consommer moins d'électricité et d'eau de refroidissement que ses prédécesseurs.
Il est destiné aux procédures d'alunissage et la recherche dans ce domaine, et fait partie du projet de retour des hommes sur la lune en 2024.
Il a été nommé en hommage à l'astronome Robert Grant Aitken.

## Caractéristiques techniques
- Processeurs Intel Xeon de 2e génération et AMD
  - 1 150 nodes Intel 2,5 GHz, 46 080 cores, 221 To de mémoire
  - 2 048 nodes AMD Rome 2,25 GHz
- Réseau Mellanox InfiniBand
- conteneurs SmartShelter de Schneider Electric
- Efficacité énergétique de 1,03.
- Système d'exploitation SUSE Linux Enterprise Server[3]